# Ryan Delaire
Ryan Delaire (Bloomfield, 6 settembre 1987) è un giocatore di football americano statunitense che milita nel ruolo di defensive end per i Carolina Panthers della National Football League (NFL).

## Biografia

### Tampa Bay Buccaneers
Dopo non essere stato scelto nel Draft NFL 2015, Delaire firmò con i Tampa Bay Buccaneers il 5 maggio 2015.

### Washington Redskins
Dopo essere stato svincolato, Delaire firmò con la squadra di allenamento dei Washington Redskins il 7 settembre 2015.

### Carolina Panthers
Il 30 settembre 2015, Delaire firmò con i Carolina Panthers. Nella sua prima gara in carriera, contro i Buccaneers, mise a segno 5 tackle e 2 sack su Jameis Winston. La sua stagione da rookie si concluse con 8 tackle e 2,5 sack, raggiungendo coi Panthers il Super Bowl 50 contro i Denver Broncos.

## Palmarès

### Franchigia
- National Football Conference Championship: 1

Carolina Panthers: 2015

## Statistiche
| Partite totali      | 9   |
| Partite da titolare | 0   |
| Tackle              | 8   |
| Sack                | 2,5 |
| Intercetti          | 0   |

Statistiche aggiornate alla stagione 2015